# Hockey Club Feltreghiaccio
L'Hockey Club Feltreghiaccio Junior è una squadra di hockey su ghiaccio di Feltre militante in Serie B. 

## Storia

### Anni 1990
Nella stagione 1995-96 il Feltre disputa il suo primo campionato di serie A. In questa stagione la squadra conclude al settimo posto la Prima Fase e giungerà poi al quinto posto nel Girone A, risultato che esclude i feltrini dai playoff. La successiva stagione 1997-98 il Feltreghiaccio si piazza al dodicesimo posto nella prima fase del campionato, posizione che confermerà poi anche nella Seconda Fase. Il Feltreghiaccio viene quindi escluso dai play-off (dove si qualificano le prime otto squadre in classifica) e disputa il Relegation Round. Termina il Relegation Round all'undicesimo posto che permette la salvezza alla squadra feltrina. Sebbene la società ha ottenuto la salvezza nella stagione 1998-99, non si iscrive alla Serie A1, disputando la Serie A2. Il Feltreghiaccio arriva ottavo e ultimo nella Regular Season e poi 4 nel Gruppo B che decreta l'esclusione dai Play-off promozione. Al termine della stagione l'Hockey Club Feltreghiaccio si scioglie per poi essere rifondato col nome di Hockey Club Feltreghiaccio Junior.

### Anni 2000
Nella stagione 2004-05, il Feltreghiaccio torna a disputare un campionato senior, dopo la rifondazione del 2000. Disputa la Serie C Under 26, terzo livello del Campionato Italiano che prevede di utilizzare solamente giocatori di età inferiore ai 26 anni. La squadra riesce a qualificarsi per i play-off, poi vinti dall'Hc Amatori Agordino. Nel campionato successivo i feltrini disputano ancora la Serie C Under 26, da questa stagione divisa in Girone A e Girone B. Nel Girone B il Feltre si qualifica ai play-off e arriva in finale, dove viene sconfitto dalla seconda squadra dei Milano Vipers. Nella stagione 2006-07 I Picchi si piazzano al secondo posto del Girone B della Serie C Under 26. Nei play-off, però, la squadra non si ripete e viene eliminata già ai quarti di finale dal Val Venosta.
Anche nel campionato 2007-08 il Feltreghiaccio disputa la Serie C Under 26 Girone B. La formula della Serie C prevedeva che al termine dei gironi di qualificazione (andata e ritorno), le prime quattro squadre di entrambi i gironi venivano ammesse al Gruppo 1, le restanti al Gruppo 2. Dopo i gironi le prime 4 classificate nel Gruppo 1 si giocavano nei play-off il titolo di campione della serie C U26, le prime due del Gruppo 2 la Coppa del Presidente. I "Picchi" concludono il Girone B al quinto posto ed è quindi costretto a disputare il Gruppo 2. La squadra si qualifica, quindi, per la Coppa del Presidente con il primo posto nel Gruppo 2. Nella gara singola che assegna questo trofeo, contro il Fiemme, l'HC Feltreghiaccio perde 4-2 e la Coppa del Presidente.
Durante la stagione 2008-09 nella Serie C Under 26 (da quest'anno divisa in un unico girone) i feltrini centrano l'accesso ai play-off con il sesto posto in regular season. Il post-season, per la squadra, si ferma però, già ai quarti, con il Pergine che va alle semifinali vincendo le prime due gare della serie play-off.
La Stagione 2009-10 vede il Feltreghiaccio disputare ancora la Serie C Under 26. Durante questa stagione il Feltreghiaccio si qualifica ai play-off con l'ottavo e ultimo posto. Nei quarti di finale viene sconfitto dal EV Bozen 84, poi vincitori del campionato di Serie C Under 26.

### Anni 2010
Nei tre campionati successivi (Stagione 2010-11, Stagione 2011-12, Stagione 2012-13) il Feltreghiaccio disputa sempre la Serie C, piazzandosi sempre in nona posizione durante la stagione regolare, che decreta la non qualificazione per i play-off di queste stagioni..
Nella stagione 2013-14 la squadra disputa la Serie B, la precedente Serie C, terzo livello del campionato italiano. Il Feltreghiaccio vince 6 partite della stagione regolare si piazza al decimo posto, non riuscendo a qualificarsi per i play-off per soli due punti di distanza dall'ottavo posto del Val Venosta.
Nella stagione 2014-15 il Feltreghiaccio disputa ancora il campionato di serie B, diventato il secondo livello del campionato italiano. Durante la stagione regolare, la squadra ottiene vittorie con il Chiavenna e il Valpusteria U20. Nonostante ciò, i feltrini vengono esclusi matematicamente dai play-off alla 19ª giornata della stagione regolare.
Nella stagione 2017-2018 chiuse il campionato di seconda serie (nel frattempo ribattezzato Italian Hockey League) in ultima posizione. Pur avendo diritto ad essere ripescata nella stagione successiva, il Feltreghiaccio, assieme al Chiavenna, optarono per autoretrocedersi in terza serie, l'Italian Hockey League - Division I.
Nella prima stagione raggiunse i play-off ma venne eliminata al primo turno; nella stagione 2019-2020 mancò invece la post season (la stagione fu poi dapprima sospesa poi cancellata a causa della pandemia di COVID-19).

### Anni 2020
Nella stagione 2020-2021, la squadra non si iscrisse ad alcun campionato, a causa di ritardi nei lavori di sistemazione del Palaghiaccio. Ritornata dopo un anno di stop, nel 2021-2022 è stata in grado di raggiungere la semifinale dei playoff.
Ancor meglio ha fatto nella stagione successiva: chiuse al primo posto sia la prima che la seconda fase della stagione regolare, con 15 vittorie su 18 incontri, presentandosi ai play-off coi favori del pronostico. Raggiunse la finale vincendo tutti gli incontri ma, due giorni prima della prima gara di finale, si dimise a sorpresa l'allenatore Fabio Zampol. Il Feltreghiaccio perse la finale contro il Piné in due gare. I trentini rinunciarono tuttavia alla promozione in Italian Hockey League 2023-2024, ed i veneti subentrarono loro. La stagione successiva ottennero la qualificazione ai playoff e vinsero la Coppa Italia 2024-2025 trionfando 3 a 0 sull'SV Kaltern.

## Sezione femminile
Dalla stagione 2012-13 il Feltreghiaccio ha schierato anche una squadra nel massimo campionato femminile. L'HC Agordo, partecipante al campionato di serie A e dieci volte vincitore dello scudetto, si ritrovò senza stadio e si appoggiò all'HC Feltreghiaccio. Nella prima stagione (chiusa al terzo posto) rimase la denominazione originaria, nella successiva stagione 2013-14 la squadra assunse invece il nome di Feltreghiaccio.
Per motivi economici la squadra non fu iscritta alla stagione 2014-15, e le giocatrici furono assorbite dalla neonata sezione femminile dell'Alleghe Hockey Club, le Alleghe Hockey Girls

## Palaghiaccio
Il Feltreghiaccio gioca le proprie partite casalinghe presso lo stadio del ghiaccio di Feltre, noto anche col nome "Drio Le Rive", dalla capacità di 2.500 persone. La struttura interna comprende una biglietteria, il noleggio pattini, degli spogliatoi con docce e servizi igienici, una infermeria, una sala riunioni, una segreteria, un ristoro con bar e chiosco. Il Palaghiaccio è di proprietà del Comune di Feltre, ma è gestito dalla Feltreghiaccio Cooperativa.

## Palmarès
- Coppa Italia: 1

2024-2025

## Roster 2014-15
| #  | Naz.              | Giocatore            | Data di Nascita | Luogo di Nascita | Altezza (cm) | Peso (kg) | Ruolo     |  |
| -- | ----------------- | -------------------- | --------------- | ---------------- | ------------ | --------- | --------- |  |
| 25 | Italia (bandiera) | Stefano Viale        | 27-12-1987      | Feltre           | 187          | 83        | Portiere  |  |
| 33 | Italia (bandiera) | Riccardo Pignatti    | 13-01-1995      | Cittadella       | 180          | 82        | Portiere  |  |
| 19 | Italia (bandiera) | Andrea Gorza         | 16-01-1989      | Feltre           | 179          | 85        | Difensore |  |
| 91 | Italia (bandiera) | Riccardo Boschet     | 14-07-1991      | Feltre           | 175          | 75        | Difensore |  |
| 89 | Italia (bandiera) | Alberto Ognibeni     | 08-07-1989      | Cavalese         | 181          | 84        | Difensore |  |
| 4  | Italia (bandiera) | Simone Zallot        | 21-04-1995      | Feltre           | 180          | 85        | Difensore |  |
| 13 | Italia (bandiera) | Paolo Brondi         | 24-02-1996      | Ceva             | 169          | 62        | Difensore |  |
| 18 | Italia (bandiera) | Filippo Bolzan       | 12-03-1996      | Feltre           | 184          | 75        | Difensore |  |
| 2  | Italia (bandiera) | Nicola Facchin       | 12-05-1977      | Feltre           | 183          | 77        | Difensore |  |
| 26 | Italia (bandiera) | Gabriele Merlin      | 04-05-1981      | Belluno          | 170          | 70        | Difensore |  |
| 9  | Italia (bandiera) | Igor Gris            | 28-03-1988      | Brunico          | 175          | 79        | Centro    |  |
| 5  | Italia (bandiera) | Daniel Broch         | 28-04-1987      | Feltre           | 184          | 79        | Ala       |  |
| 8  | Italia (bandiera) | Marvin Merli         | 31-05-1989      | Marostica        | 181          | 85        | Ala       |  |
| 21 | Italia (bandiera) | Michele Giopp        | 13-10-1986      | Feltre           | 165          | 76        | Centro    |  |
| 15 | Italia (bandiera) | Mattia Bertoncin     | 12-02-1985      | Feltre           | 178          | 86        | Ala       |  |
| 46 | Italia (bandiera) | Giorgio Cavan        | 30-08-1980      | Feltre           | 183          | 82        | Ala       |  |
| 86 | Italia (bandiera) | Alessandro Canova    | 22-07-1986      | Feltre           | 183          | 82        | Centro    |  |
| 7  | Italia (bandiera) | Fabio Dal Magro      | 09-03-1985      | Feltre           | 173          | 72        | Ala       |  |
| 96 | Italia (bandiera) | Thomas Broch         | 27-07-1996      | Feltre           | 172          | 70        | Ala       |  |
| 3  | Italia (bandiera) | Simone Da Mutten     | 03-02-1994      | Feltre           | 185          | 72        | Ala       |  |
| 14 | Italia (bandiera) | Fabio Guerriero      | 05-05-1982      | Feltre           | 181          | 84        | Ala       |  |
| 82 | Italia (bandiera) | Alex De Paoli        | 04-01-1988      | Feltre           | 183          | 83        | Ala       |  |
| 22 | Italia (bandiera) | Luca Fantinel        | 27-12-1994      | Feltre           | 183          | 79        | Ala       |  |
| 10 | Italia (bandiera) | Tiziano Franceschini | 23-10-1980      | Agordo           | 177          | 174       | Centro    |  |

## Stranieri
| # | Nazionalità | Giocatori                     |
| - | ----------- | ----------------------------- |
| 2 | Canada      | Joe Ferras, Angelo Libertucci |
| 1 | Russia      | Andrei Zhukov                 |
| 1 | Rep. Ceca   | Radek Kampf                   |
| 1 | Ucraina     | Pavel Sniezhnievskyi          |